# Eucrosia

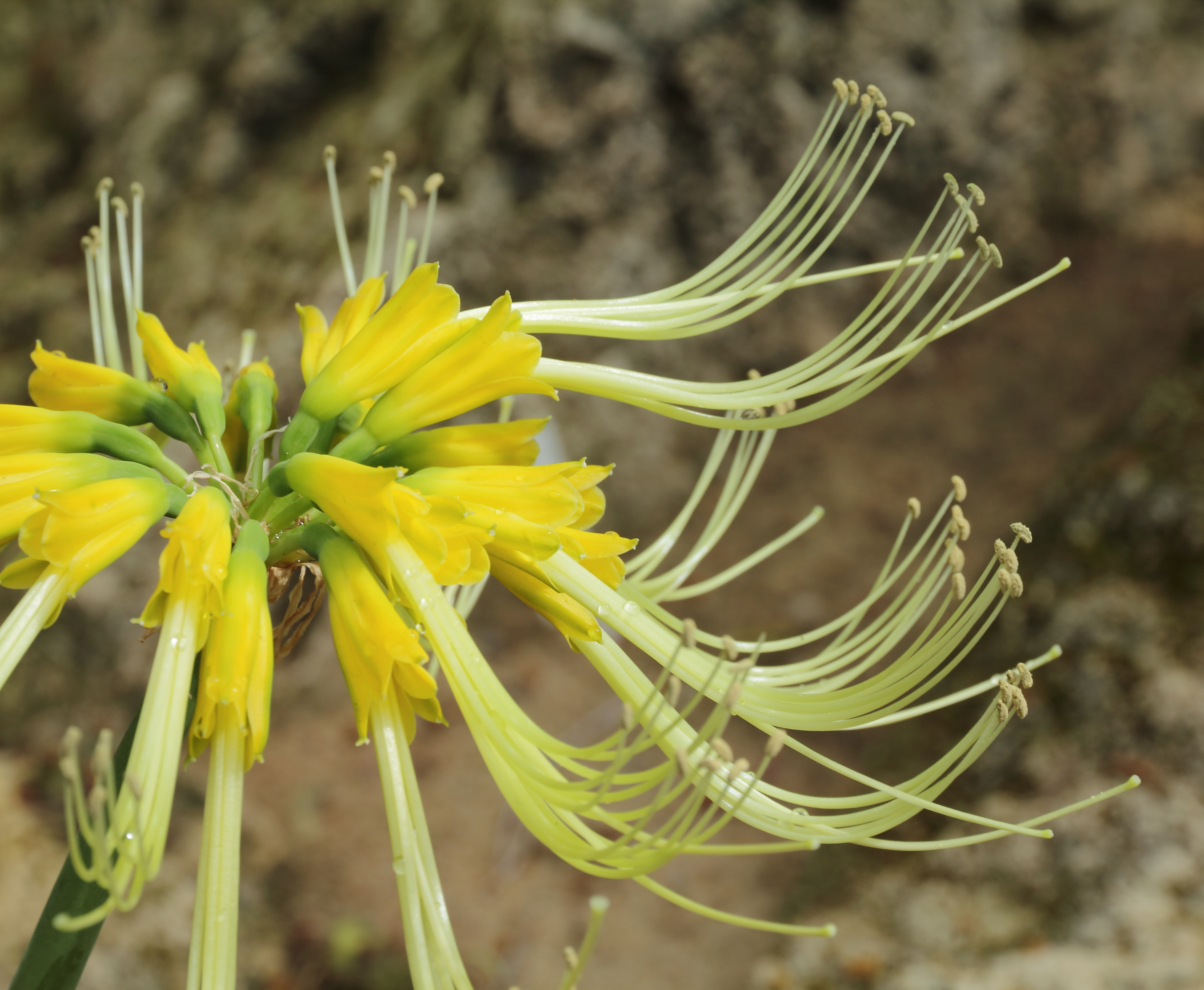
Eucrosia aurantiaca

Eucrosia Ker Gawl. – rodzaj roślin z rodziny amarylkowatych. Obejmuje siedem gatunków, występujących endemicznie w Ekwadorze i Peru, gdzie zasiedlają środowiska suche, nizinne, na dolnych zachodnich zboczach Andów i na wybrzeżu Pacyfiku.

## Morfologia
PokrójWieloletnie rośliny zielne.
PędCebula o średnicy 3–4 cm, rzadziej większe (do 7 cm u E. aurantiaca i E. eucrosioides).
LiścieRośliny wypuszczają raz w roku pod koniec kwitnienia lub po przekwitnięciu jeden do trzech eliptycznych lub jajowatych liści, na długich ogonkach, dystalnie kanalikowatych na przekroju, o wielkości nawet do 100 cm (E. aurantiaca).
KwiatyZebrane w baldachowaty kwiatostan, wyrastający na głąbiku, wsparty dwiema zachodzącymi na siebie podsadkami. Kwiaty wsparte są równowąskimi przysadkami. Okwiat grzbiecisty, zbudowany z sześciu listków położonych w dwóch okółkach, u nasady tworzących rurkę. Listki zewnętrznego okółka są zwykle dłuższe i węższe. Pręciki zrośnięte w miseczkę, z gruczołami nektarowymi (jedynie u E. dodsonii nieobecne), dużo dłuższe od okwiatu (poza E. stricklandii). Jeden pręcik jest na ogół o 3–5 mm krótszy od pozostałych pięciu. W czasie kwitnienia nitki pręcików wyginają się. U E. bicolor obecne jest hypancjum. Szyjka słupka zakończona jest drobnym, główkowatym znamieniem. Kwiaty zapylane przez motyle i kolibry.
OwoceTrójkomorowa, stożkowata, pękająca torebka. Szypułka po przekwitnięciu dwukrotnie zwiększa swoją długość. Nasiona spłaszczone, oskrzydlone, o czarnawobrunatnej łupinie.

## Systematyka
Pozycja systematycznaRodzaj z plemienia Stenomesseae (Eucharideae), podrodziny amarylkowych Amaryllidoideae z rodziny amarylkowatych Amaryllidaceae.
Wykaz gatunków
- Eucrosia aurantiaca (Baker) Pax
- Eucrosia bicolor Ker Gawl.
- Eucrosia calendulina Meerow & Sagást.
- Eucrosia dodsonii Meerow & Dehgan
- Eucrosia eucrosioides (Herb.) Pax
- Eucrosia mirabilis (Baker) Pax
- Eucrosia stricklandii (Baker) Meerow

## Zastosowanie
Niektóre gatunki uprawiane są jako rośliny ozdobne.